# Dirschelwitz
Dirschelwitz (polnisch Dzierżysławice) ist ein Ort in der Stadt- und Landgemeinde Oberglogau (Głogówek) im Powiat Prudnicki der Woiwodschaft Opole in Polen.

## Geographie
Das Straßendorf Dirschelwitz liegt drei Kilometer westlich von Oberglogau, 18 Kilometer östlich von der Kreisstadt Prudnik (Neustadt O.S.) und 38 Kilometer südlich von der Woiwodschaftshauptstadt Opole (Oppeln). Der Ort liegt in der Nizina Śląska (Schlesische Tiefebene).
Östlich von Dirschelwitz fließen die Hotzenplotz, ein Nebenfluss der Oder, und der Mühlgraben. Bei Dirschelwitz befand sich eine Furt durch die Hotzenplotz, die Dirschelwitzer Furt genannt wird, und früher häufig als Abkürzung genutzt wurde. Südlich von Dirschelwitz verläuft die Bahnstrecke Kędzierzyn-Koźle–Nysa.
Nachbarorte von Dirschelwitz sind im Nordwesten Deutsch Müllmen (Wierzch), im Nordosten Mochau (Mochów) mit Pauliner-Wiese und die Stadt Oberglogau und im Südwesten Racławice Śląskie (Deutsch Rasselwitz).

## Geschichte
Der Ort wurde am 4. Januar 1321 erstmals urkundlich in einem in Oberglogau verfassten Dokument als „Dirislawicz“ erwähnt.
Nach dem Ersten Schlesischen Krieg fiel Dirschelwitz 1742 mit dem größten Teil Schlesiens an Preußen. Dirschelwitz bestand lange Zeit aus zwei Anteilen: Gräflich Dirschelwitz und Freiherrlich Dirschelwitz. 1784 hatte Gräflich Dirschelwitz, das zur Herrschaft Oberglogau gehörte, 25 Bauern, zwei Mühlen, 23 Gärtner, fünf Häusler und 300 Einwohner. Freiherrlich Dirschelwitz, das dem Baron Grutschreiber gehörte, hatte ein Vorwerk und elf Gärtner und 87 Einwohner.
Nach der Neuorganisation der Provinz Schlesien gehörte die Landgemeinde Dirschelwitz ab 1816 zum Landkreis Neustadt O.S. im Regierungsbezirk Oppeln. 1818 zählte der gräfliche Anteil 25 Bauern, 23 Gärtner, fünf Häusler und zwei Wassermühlen. Der freiherrliche Anteil zählte ein Vorwerk und elf Gärtner. Das Dorf des freiherrlichen Anteils gehörte einst zur freiherrlichen Herrschaft Gläsen. 1845 bestanden im Ort ein Vorwerk, ein Wirtshaus, eine Getreidehandlung, eine Brennerei, eine katholische Schule und 124 Häuser. Im gleichen Jahr zählte Dirschelwitz 718 Einwohner, allesamt katholisch. 1865 hatte Gräflich Dirschelwitz, das aus einem Dorf und einem Pertinenzgut des Majorats Oberglogau bestand, 26 Bauern, 23 Gärtner und 24 Häusler und einen Flächeninhalt von 1520 Morgen Acker, 87 Morgen Wiese und 30 Morgen Garten. Zu diesem Zeitpunkt hatte der Ort eine zweiklassige katholische Schule mit 138 Schülern und war nach Pauliner-Wiese eingepfarrt. Freiherrlich Dirschelwitz, das aus einem Dorf und einem Pertinenzgut des Majorats Oberglogau bestand, hatte zwei Bauern-, zwei Gärtner- und zwölf Häuslerstellen und eine Feldmark von 698 Morgen Acker, 85 Morgen Wiese und elf Morgen Garten. Freiherrlich Dirschelwitz war nach Gräflich Dirschelwitz eingeschult und nach Pauliner-Wiese eingepfarrt.
Bei der Volksabstimmung in Oberschlesien am 20. März 1921 stimmten 467 Wahlberechtigte für einen Verbleib bei Deutschland und 71 für die Zugehörigkeit zu Polen. Dirschelwitz verblieb beim Deutschen Reich. 1933 lebten im Ort 808 Einwohner. 1939 hatte der Ort 770 Einwohner. Bis 1945 befand sich der Ort im Landkreis Neustadt O.S.
1945 kam der bisher deutsche Ort unter polnische Verwaltung und wurde in Dzierżysławice umbenannt und der Woiwodschaft Schlesien angeschlossen. 1950 kam der Ort zur Woiwodschaft Oppeln und seit 1999 gehört er zum Powiat Prudnicki. Am 22. April 2009 wurde in der Gemeinde Oberglogau, der Dirschelwitz angehört, Deutsch als zweite Amtssprache eingeführt. Am 1. Dezember 2009 erhielt der Ort zusätzlich den amtlichen deutschen Ortsnamen Dirschelwitz.

## Sehenswürdigkeiten
- Kapelle aus dem 19. Jahrhundert

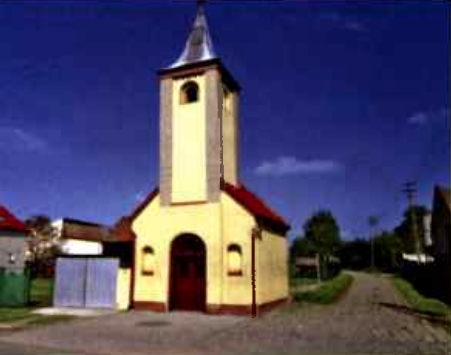
Kapelle

- Gefallenendenkmal für die Gefallenen des Ersten und Zweiten Weltkriegs

## Vereine
- Deutscher Freundschaftskreis
- Blasorchester, gegründet 1857